# ツバサ・クロニクル 由依&美香のぷり☆すて
ツバサ・クロニクル 由依&美香のぷり☆すて（つばさ・くろにくる ゆいとみかのぷりすて）は「BEAT☆Net Radio!」にて配信されたインターネットラジオ番組である。テレビアニメ『ツバサ・クロニクル』の関連番組として配信された。本記事では、第2弾である『ぷり☆すて RETURN』（ぷりすてりたーん）についても記述する。

## 第1期『由依&美香のぷり☆すて』

### 概要
- 配信期間：2005年6月3日-2006年2月24日、2006年3月24日 （2006年4月28日を以って公開終了）
- 総配信回数：42回（『大輔王子のぶり☆すて』、『オーディオコメンタリー』を含む。最終回スペシャルは2部で1回と計上した）
- 配信サイト：BEAT☆Net Radio!
- 配信日：毎週金曜日

第2シリーズのDVD発売記念として同番組が『ぷり☆すて RETURN』として再開されることが2006年6月に決定。メインキャスト5人がパーソナリティとなって、2006年6月23日より配信開始され、11月3日全20回で終了した。

### パーソナリティー

#### メインパーソナリティー
- 牧野由依 （サクラ役）
- 菊地美香 （モコナ役）

#### マンスリーパーソナリティー
- 入野自由 （小狼役）2005年6月、9月、12月
- 稲田徹 （黒鋼役）2005年7月、10月、2006年1月
- 浪川大輔 （ファイ役）2005年8月、11月、2006年2月

### コーナー
- 初めまして、私です (#1-#26)(#9.18を除く)

自己紹介をクイズ形式で行うコーナー。パーソナリティの一人が出題者となり、他のメンバーに対して自分に関するクイズを出題する。
#14-#17は「初めまして、ぼくちんです」（出題者：入野自由）、#19-#26は「初めまして、俺です」（出題者：稲田徹・浪川大輔）として行われた。
- ○○国の人々 (#1-#26)(#9、#18を除く)

マンスリーパーソナリティーを「王子」と呼び、その国にふさわしい法律や決まり事を募集するコーナー。どの国に住みたいかのリスナー人気投票も行われた。
- あの羽根の行方？ (#1-#40)(#18、#31、#34、#37、#38を除く)

懐かしい記憶や思い出についての、リスナーからのお便りを紹介するコーナー。
- ぷっち○○ (#27-#40)(#31を除く)

パーソナリティーが、15秒間あるキーワードについてフリートークをするコーナー。
- これが○○国 (#27-#40)(#31を除く)

マンスリーパーソナリティーを「王子」と呼び、その国の設定を募集するコーナー。
- お知らせ(#21-#40)（#1-#20までは「モドキのお店」）

アニメ本編や、関連商品などについての情報告知コーナー。
- ぷりすて忘年会

31回で2005年に忘れたいことや、2006年の抱負を引き誰か当てる。

### ゲスト出演者
- キンヤ：#4、#9、#18、#31
- CLAMP：#31

### 備考
- #9は公開録音、#18はカラオケボックスでの出張録音の様子が放送された。#31も出張録音。
- 2006年1月には、『○○国の人々』の人気投票で第一位だった浪川大輔が一人で放送する、『大輔王子のぶり☆すて』が配信されたことがある。
- 時折台本にはないサプライズが仕掛けられ（仕掛けのために台本が捏造されたこともある）、マンスリーパーソナリティーの男性声優陣が割を食ったことがある。

## 第2期『ぷり☆すて RETURN』

### 番組概要
- 配信期間：2006年6月23日-11月3日（全20回）
- 配信サイト：BEAT☆Net Radio!
- 配信日：毎週金曜日

### パーソナリティー
主人公小狼を演じる入野自由がメイン進行を務める。
- 入野自由 （小狼役）全てのコーナーに登場。
- 牧野由依 （サクラ役）とっさの王子以外基本的に登場。
- 稲田徹 （黒鋼役）羽とツバサ以外基本的に登場。
- 浪川大輔 （ファイ役）羽とツバサ以外基本的に登場。
- 菊地美香 （モコナ役）とっさの王子以外基本的に登場。

### コーナー
- ふつおた

番組に送られてきたお便りを読むコーナー。ふつうのおたよりの略。
- 羽と翼

お悩み相談のコーナー。入野自由と女性メンバー二人で進行する。三人で話し合った答えを、入野自由が小狼のように（実際はそれ以上のテンションで）男らしく大声でまとめを豪語する。
- とっさの王子

以前のラジオで男性ゲスト陣が狙っていたものの、実現をみなかったぶり☆すての実現型。男性メンバー三人で行う。リスナーから送られてくる「こんな時どうする?」という質問に、男性メンバーがアドリブで答える。そのアドリブを「国民」という名の番組関係者が判定し、得票数で順位を決める。

### とっさの王子・優勝王子（票数）
- 1回目 - 徹王子（10票）
- 2回目 - 大輔王子（14票）
- 3回目 - 自由王子（19票）
- 4回目 - 自由王子（11票）
- 5回目 - 大輔王子（12票）
- 合計票数 - 入野自由（42票）、稲田徹（26票）、浪川大輔（37票）